# Limenitis pseudarete
Limenitis pseudarete är en fjärilsart som beskrevs av Hans Fruhstorfer 1915. Limenitis pseudarete ingår i släktet Limenitis och familjen praktfjärilar. Inga underarter finns listade i Catalogue of Life.